# Binningen
Binningen je město ve švýcarském kantonu Basilej-venkov. Žije zde přibližně 16 tisíc obyvatel.

## Geografie
Binningen se nachází v údolí Leimental v nadmořské výšce asi 292 metrů a je poslední obcí na řece Birsig před jejím vtokem do Rýna v Basileji. Sousedními obcemi jsou Bottmingen na jihu, Oberwil na jihozápadě, Allschwil na západě a město Basilej na severu a východě. Binningen má úzké vazby s městem Basilej a je oblíbenou rezidenční oblastí. Rozloha obce je 4,43 km², z toho 68 % připadá na obytnou zástavbu, 23 % na zemědělství a 9 % na lesy.

## Historie

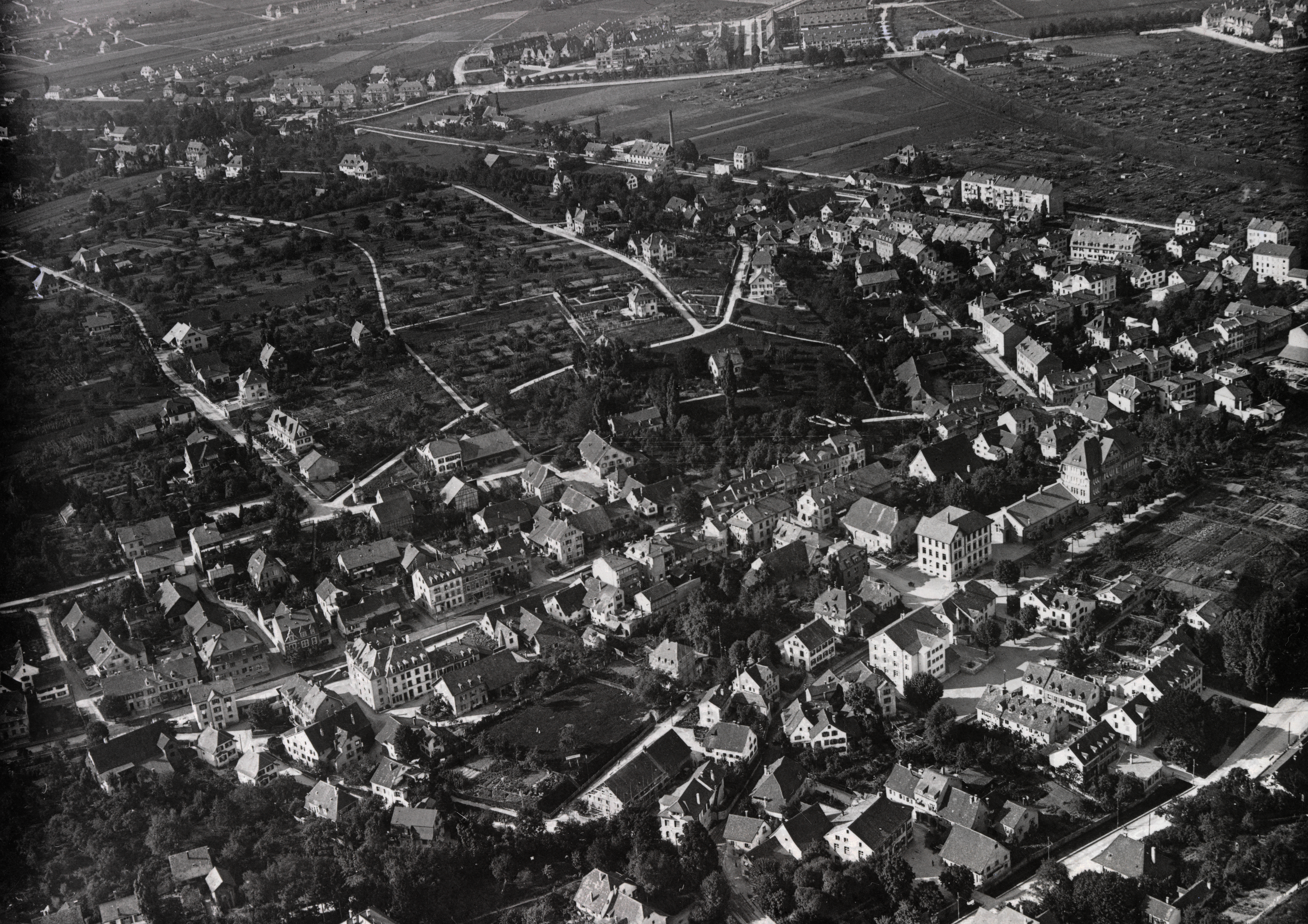
Letecký pohled (1925)

Pozůstatky dvou mladých mamutů objevené v roce 1914 pravděpodobně nesouvisejí s paleolitickou činností člověka. V 60. letech 20. století byl objeven mimořádně bohatý kremační hrob ženy z počátku pozdní doby bronzové (kolem roku 1200 př. n. l.). O přesné poloze a kontextu nálezu nebyly předány žádné podrobnosti. Hrobové náležitosti, které byly silně poškozeny požárem, se nyní nacházejí v Historickém muzeu v Bernu. O vysokém společenském postavení zemřelého svědčí především ozdoba oděvu, zlatý plech s reliéfními šrafovanými pásy, klikatými liniemi a soustřednými kružnicemi, který byl pro toto období vzácný. V roce 2000 byla na kopci Margarethenhügel objevena jáma z pozdní šňůrové keramiky (2600-2500 př. n. l.) s keramikou, sítkovými nástroji a dobytčí kostí - první v basilejském regionu.
Basilej získala Binningen, který byl pod městskou svrchovaností, do zástavy v roce 1534 a poté definitivně od basilejského biskupa v roce 1585, čímž se stal součástí okresu Münchenstein. Hrad Binningen (připomínaný v roce 1299, postavený ve 13. století jako rybniční dům na soukromém pozemku, následně silně přestavěný a od roku 1960 ve vlastnictví obce) neměl nad obcí žádná panská práva. Patronátní právo nad kostelem svaté Markéty (nejstarší stavba z 9.–11. století, poprvé připomínaná v roce 1251, dnes hranatá stavba z roku 1673) měl do roku 1251 basilejský biskup, poté do roku 1260 katedrální kapitula a následně katedrální probošt. Od 14. století byl kostel, jehož farnost zahrnovala Binningen, Bottmingen a Gundeldingen (obec Basilej), filiálkou kostela svatého Ulricha v Basileji a po reformaci v letech 1529–1708 filiálkou kostela svaté Alžběty v Basileji. Od té doby je kostel svaté Markéty farním kostelem pro Binningen a Bottmingen.
V předindustriální době se obyvatelé Binningenu živili především zemědělstvím a vinařstvím, od 16. století se silně rozvíjelo cihlářské a kamnářské řemeslo (ložiska hlíny), které dosáhlo svého vrcholu v 19. století. Během zmatků při rozdělení ve 30. letech 19. století zůstal Binningen nejprve součástí města Basileje, ale v roce 1833 se připojil k novému kantonu Basilej-venkov. V roce 1837 se Binningen a Bottmingen politicky oddělily, poté co byly pastviny rozděleny již v roce 1737 a majetek v roce 1807. V návaznosti na Basilej se Binningen v průběhu 19. století vyvinul v dělnickou osadu s nájemními domy a hospodami. Pozdější příliv obyvatelstva a lepší dostupnost, kterou zajistila dráha údolím Birsigtal (1887) a tramvaj (1934), vedly k rozvoji vinic a po roce 1950 také tržních zahrad. Stará centra osídlení (Hauptstrasse, Schloss, bývalé panství Holee, Neubad) splynula mezi sebou a s Basilejí. Vzhledem k chybějícímu napojení na síť SBB zůstala industrializace Binningenu skromná a obec se vyvinula v obytné a vilové předměstí (82 % dojíždějících v roce 1990) s dominantním sektorem služeb (82 % v roce 1990), zejména po otevření kantonální nemocnice Bruderholz (1973). Po neúspěšných pokusech o připojení v letech 1888 a 1918 se Binningen vyčlenil z Basileje a zůstal samostatnou obcí.

## Obyvatelstvo
| Rok            | 1585 | 1774 | 1815 | 1850 | 1900 | 1950 | 1970  | 1980  | 1990  | 2000  | 2005  | 2008  | 2011  | 2016  |
| Počet obyvatel | 25   | 325  | 627  | 1229 | 5135 | 7846 | 15344 | 14462 | 14285 | 13848 | 14400 | 14533 | 14843 | 15391 |

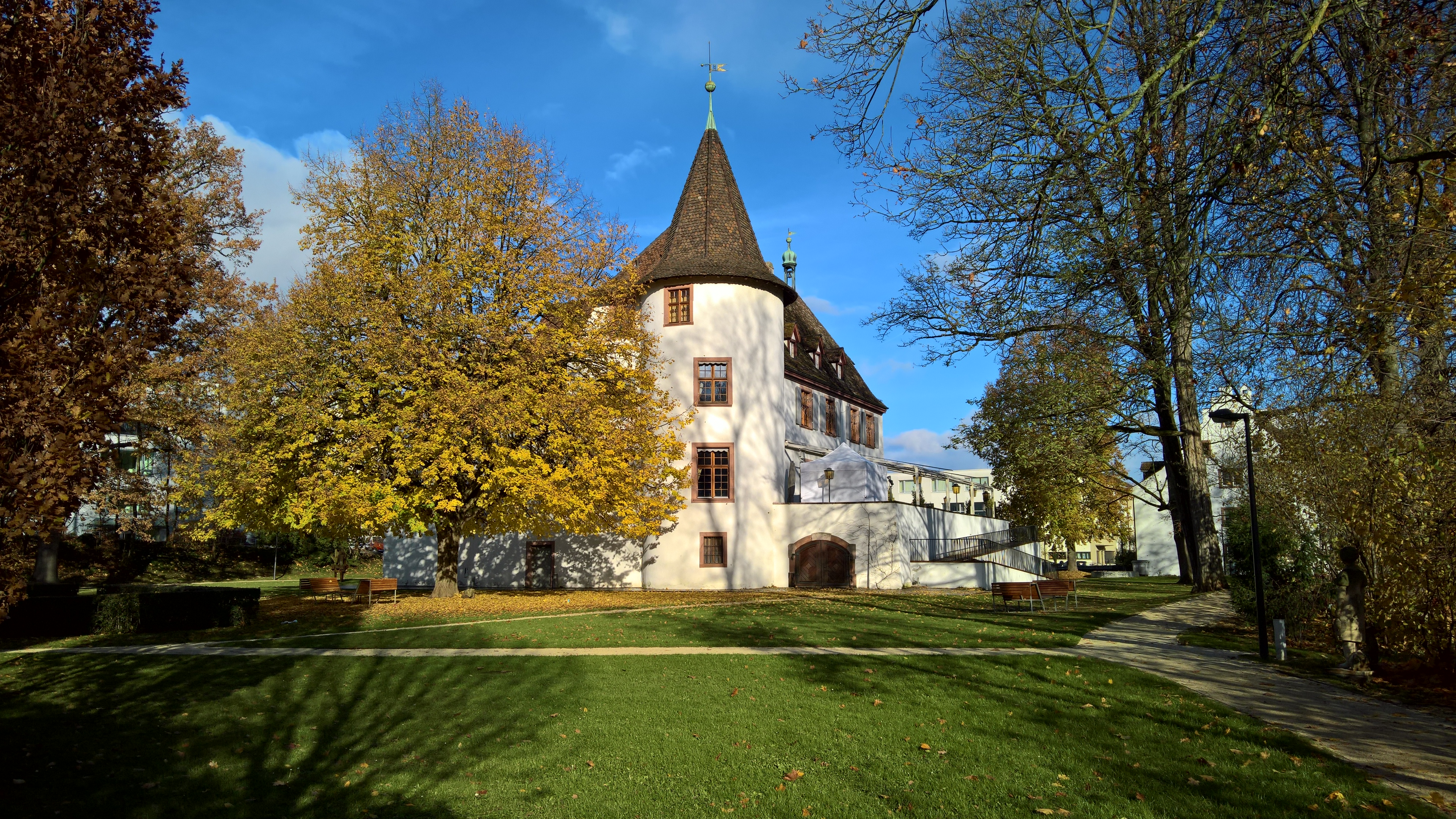
Zámek Binningen

33 % obyvatel je reformovaných a 27 % římskokatolického vyznání. Podíl cizinců činí 20,4 %. 

## Doprava
Binningen je dopravně úzce navázán na město Basilej; zajíždí sem několik linek městské hromadné dopravy, včetně tramvajových. Nejbližší napojení na železnici je prostřednictví stanice Basel SBB, kam jezdí dálkové a regionální spoje ze všech směrů, včetně mezinárodních.

## Osobnosti
- Peter Monteverdi (1934–1998), podnikatel a automobilový závodník
- Noah Okafor (* 2000), fotbalista